# Lihir
Lihir, llamada también Niolam, es una isla volcánica de Papúa-Nueva Guinea ubicada al norte de Nueva Irlanda en el archipiélago Bismarck.

## Geografía
Da nombre al grupo de las islas Lihir dentro del archipiélago Bismarck. Está incorporada administrativamente en la provincia de Nueva Irlanda.

## Economía
Se descubrió oro en la isla en 1982 y se empezó a explotar en 1997. Dos yacimientos, "Minifie" and "Lienetz", están ubicados en el cráter de un volcán inactivo llamado Luise Caldera en la costa este de la isla.

## Erradicación del pian
La isla de Lihir es conocida por los estudios del epidemiólogo español Oriol Mitjà para la erradicación del Pian, una enfermedad tropical desatendida de origen bacteriano. En el 2020 Mitjà estaba trabajando en la isla cuando detectó una enorme prevalencia de la infección entre los menores del lugar, por lo que ensayó un nuevo tratamiento mucho más barato y fácil de administrar, consistente en una única dosis de azitromicina en forma de pastilla. Gracias a este descubrimiento ideó un proyecto, con el apoyo de la OMS, para erradicar el pian, con lo que esta enfermedad podría convertirse en la segunda enfermedad humana erradicada completamente del mundo.